# Koncyliaryzm
Koncyliaryzm (z łac. consilium „rada”, „narada”, „sobór”) – w XIV i XV wieku doktryna w katolicyzmie, twierdząca, że sobory powszechne są najwyższą władzą Kościoła, mającą nawet władzę sędziowską nad papieżem.
Koncyliaryzm był głoszony przez część teologów, prawników i przedstawicieli wyższego duchowieństwa, opowiadających się za ograniczeniem władzy papieża na soborach w Pizie (1409), w Konstancji (1414–1418) i w Bazylei (1431–1449). Miał licznych zwolenników w Polsce, w szczególności w środowisku Akademii Krakowskiej. Jego zwolennikami i głosicielami byli, m.in.: Paweł Włodkowic, Andrzej Łaskarz, Jakub z Paradyża, Jan Kanty, Zbigniew Oleśnicki i Sędziwoj z Czechła.
II sobór watykański głosi natomiast, że kolegium biskupów istnieje w łączności z papieżem i działa pod jego przewodnictwem.